# 葡萄與蘋果捲葉蛾
葡萄與蘋果捲葉蛾（學名：Eupoecilia ambiguella）亦稱女貞細卷蛾或葡萄蛾（英文：Vine Moth）是捲葉蛾科單紋卷蛾屬下的一種蛾。分佈於歐洲、中國（安徽、福建、甘肅、貴州、河北、黑龍江、河南、湖北、湖南、江西、陝西、山西、四川、天津、新疆、雲南、浙江）、印度、日本、朝鮮、蒙古以及俄屬遠東等地區。
成蟲翼展12－15毫米，羽化時間為每年的五到八月之間。幼蟲主要的食草植物為山茱萸、歐鼠李、常春藤、藥鼠李、葡萄和忍冬等。此物種也被認為是葡萄的害蟲之一。

## 延伸連結
- waarneming.nl （荷兰文）
- http://webh01.ua.ac.be/vve/Checklists/Lepidoptera/Tortricidae/Eambiguella.htm （页面存档备份，存于）
- Vine Moth at UKmoths（英文）